# Мирный (Калининградская область)
Мирный - поселок в составе муниципального образования Добровольского сельского поселения посёлок в Краснознаменском городском округе Калининградской области. Входил в состав Добровольского сельского поселения.

#### Улицы в посёлке
Балтийская
Парковая
Садовая
Школьная
Степная

## Население
| 2002 | 2010 |
| ---- | ---- |
| 133  | ↗145 |